# Monte Llullaillaco
Il Llullaillaco è un vulcano che si trova nelle Ande, sul confine tra Cile e Argentina, e la sua cima raggiunge i 6.723 metri.
Si tratta del terzo vulcano più alto al mondo, il primo se si considerano eruzioni ufficialmente documentate e fa parte della Cordigliera delle Ande.
Il nome probabilmente deriva dal quechua: Yuyaq yaku o acqua pericolosa, nome di una laguna che era sulle sue falde nel lato argentino (laguna engañosa), pronunciata localmente
yuyaiyaco.

## Galleria d'immagini

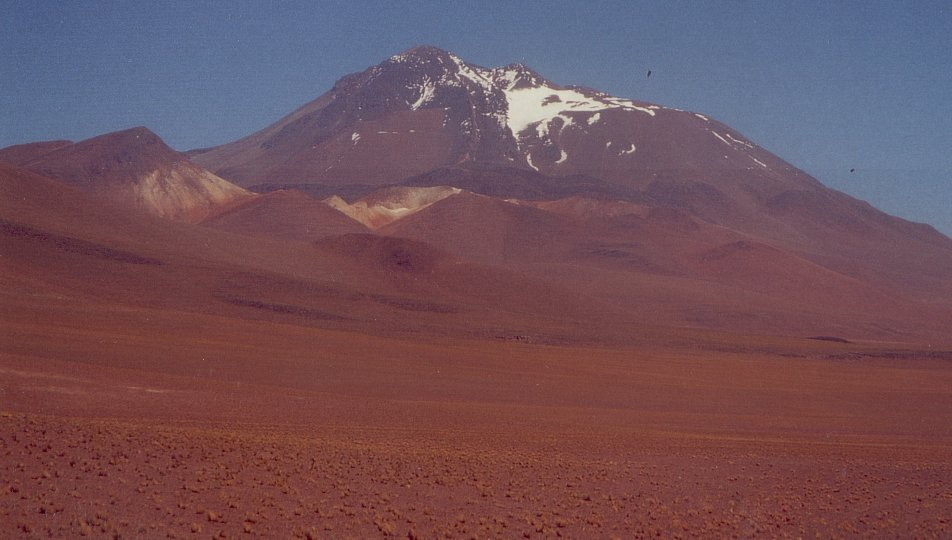
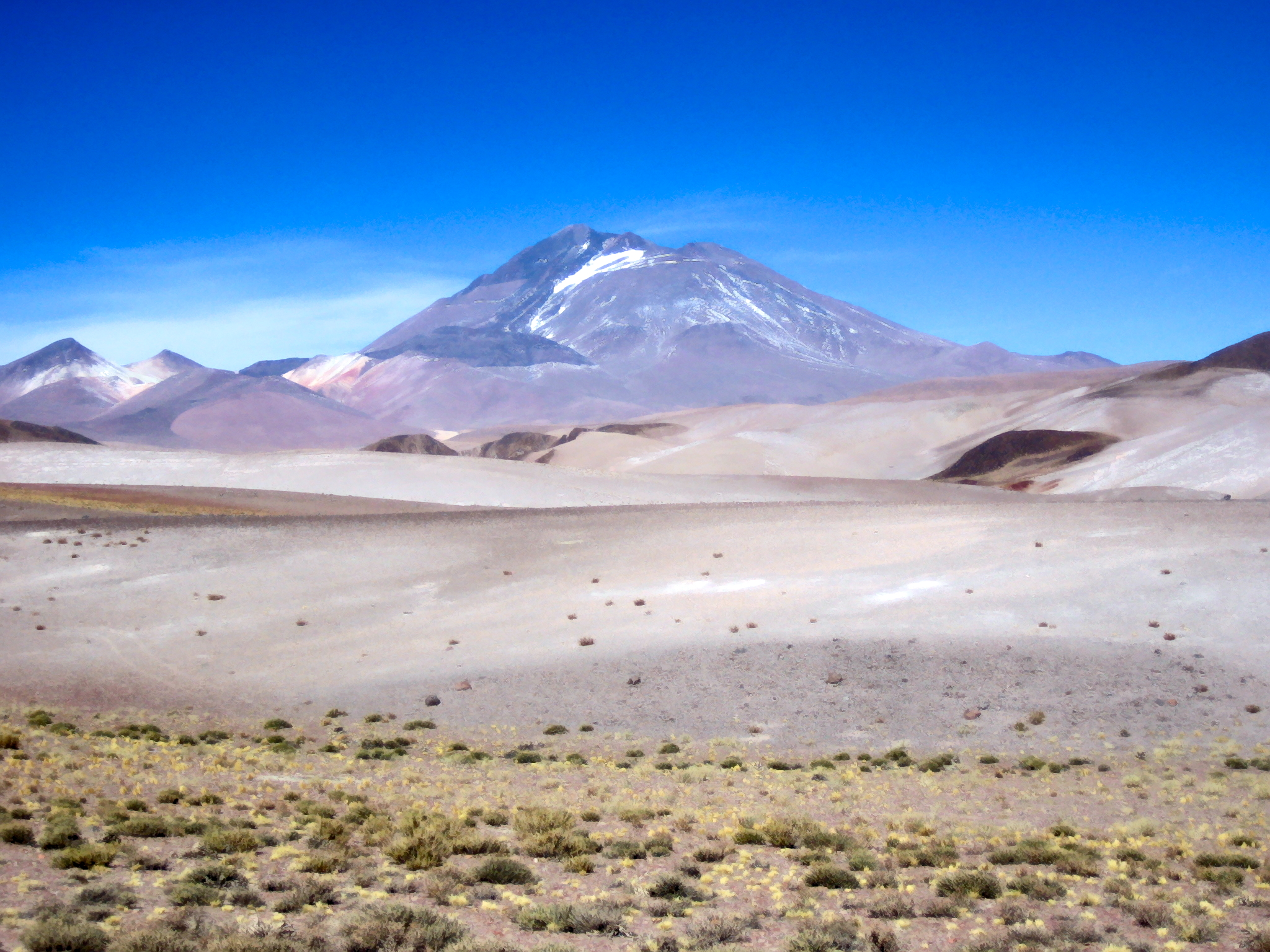
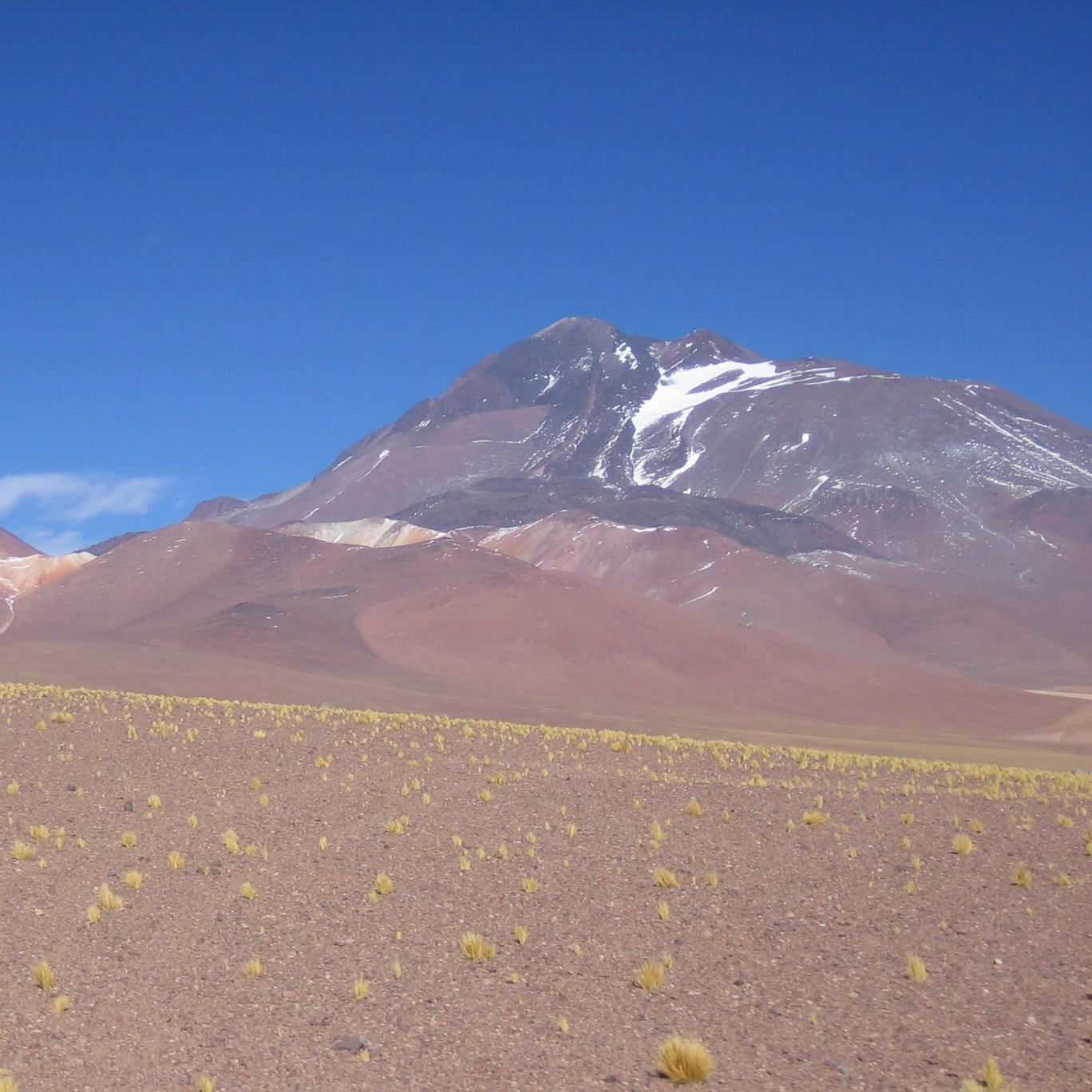
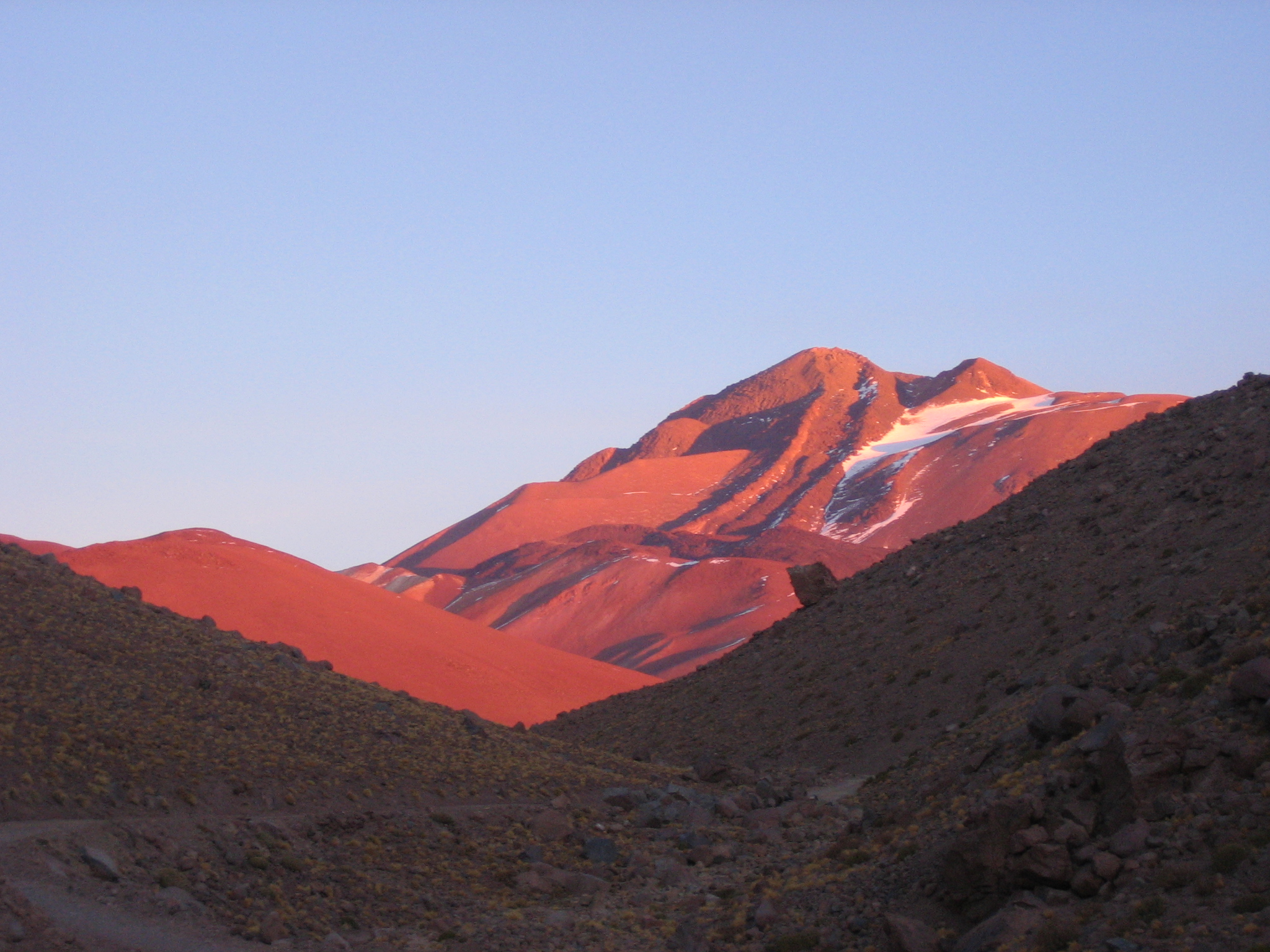